# Alyxia multistriata
Alyxia multistriata är en oleanderväxtart som beskrevs av Markgraf. Alyxia multistriata ingår i släktet Alyxia och familjen oleanderväxter. Inga underarter finns listade i Catalogue of Life.